# Petrovo
La municipalidad de Petrovo se localiza dentro de la región de Doboj, dentro de la República Srpska, en Bosnia y Herzegovina.

## Localidades
Esta municipalidad de la República Srpska, localizada en Bosnia y Herzegovina se encuentra subdividida en las siguientes localidades a saber:
- Boljanić
- Kakmuž
- Karanovac
- Petrovo
- Porječina
- Skipovac Donji
- Skipovac Gornji
- Sočkovac

## Geografía
La municipalidad de Petrovo está situada entre las municipalidades de Doboj y Gracanica, a medio camino los pueblos de Doboj y Tuzla. Es en las montañas de Ozren.

## Demografía
Si se considera que la superficie total de este municipio es de 131 kilómetros cuadrados y su población está compuesta por unas 11.620 personas, se puede estimar que la densidad poblacional de esta municipalidad es de 89 habitantes por cada kilómetro cuadrado de esta división administrativa.